# 穴澤賢
穴澤 賢（あなざわ まさる、1971年 - ）は大阪府出身のライター。既婚。

## 来歴
28歳のときにミュージシャンを目指して上京するも芽が出ず挫折。
ある日ふとしたきっかけでコリーとハスキーのミックス犬「富士丸」を飼い始め、ブログ「富士丸な日々」で富士丸との生活を写真入りで綴り始めたところ人気を博し、ブログの書籍化のみならず、日経BPをはじめとする企業サイトなどでのコラムの執筆等も行うようになり、フリーライターとして活動を始める。
2009年10月に富士丸は急死したが、現在もペットに関するコラムなどの執筆を行っており、後に雑種犬の「大吉」と「福助」という2頭の犬を飼い始めている。また、元々ミュージシャンを目指していたこともあり音楽に関するコラムも執筆している。

## 著作
- 『富士丸な日々』（KKベストセラーズ）
- 『富士丸な日々〜明日は天気か？』（小学館）
- 『富士丸のモフモフ健康相談室』（実業之日本社）
- 『富士丸おでかけ日和』（日経BP社）
- 『富士丸と。』（日経BP社）
- 『またね、富士丸。』（世界文化社）
- 『また、犬と暮らして。』（世界文化社）
- 『犬の笑顔が見たいから』（世界文化社）